# Jim Byrnes (aktor)
Jim Byrnes, właśc. James Thomas Kevin Byrnes (ur. 22 września 1948 w Saint Louis) – amerykański muzyk bluesowy, gitarzysta i aktor.

## Dyskografia

### albumy solowe
- 1981: Burning (wyd. Polydor)[6]
- 1987: I Turned My Nights Into Days (wyd. Stony Plain Records)[7]
- 1995: That River (wyd. Stony Plain)[8]
- 2001: Love Is A Gamble (wyd. One Coyote Music)
- 2004: Fresh Horses (wyd. Black Hen Music)
- 2006: House of Refuge (2006) Black Hen Music[9]
- 2009: My Walking Stick (wyd. Black Hen Music)
- 2011: Everywhere West (wyd. Black Hen Music)[10]
- 2012: I Hear the Wind in the Wires (wyd. Black Hen Music)
- 2014: St. Louis Times (wyd. Black Hen Music)

### składanki
- 1981: Vancouver Seeds 2
- 2006: Saturday Night Blues: 20 Years (wyd. CBC Radio, gospodarz: Holger Petersen; utwór „Blood In My Eyes” (także jako „I've Got Blood In My Eyes For You” i w oryginale na Fresh Horses)

## Filmografia
- 1987: Niebezpieczna zatoka jako Tony Walter
- 1987–1990: Cwaniak (Wiseguy) jako Daniel Benjamin 'Ratownik' Burroughs
- 1992–1993: Conan Awanturnik jako Epimetrius Mądry (głos)
- 1993–1998: Nieśmiertelny jako Joe Dawson
- 2005: Nie z tego świata jako profesor